# Pierre de Volvic

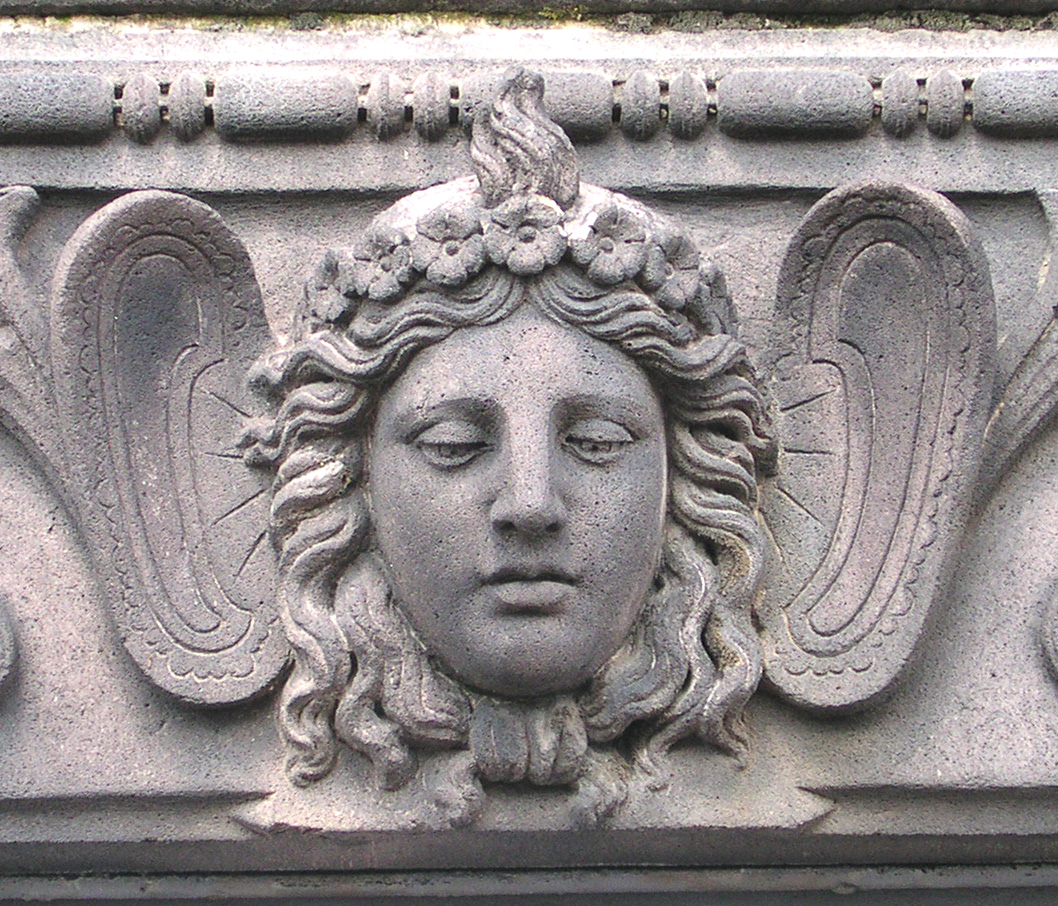
Sculpture en pierre de Volvic.

La pierre de Volvic est une roche volcanique qui fut très utilisée dans les constructions notamment dans les environs de Clermont-Ferrand et de Riom (Puy-de-Dôme - France). Elle a une couleur allant du gris clair à des teintes noires. Elle provient des carrières situées à proximité de Volvic.

## Géologie
La pierre de Volvic est une trachyandésite. Elle provient des coulées de lave du puy de la Nugère. Ce volcan a connu une volcanologie assez compliquée il y a 11 000 ans. Il a notamment vécu un épisode de type strombolien effusif qui a donné naissance à des coulées de trachy-andésite d'où elle est extraite.
C'est une pierre de couleur grise avec de nombreuses petites bulles et du feldspath. Elle résiste au gel, aux produits chimiques. Elle présente un faible coefficient de dilatation. Toutes ces caractéristiques en font un matériau intéressant pour la construction.

## Exploitation

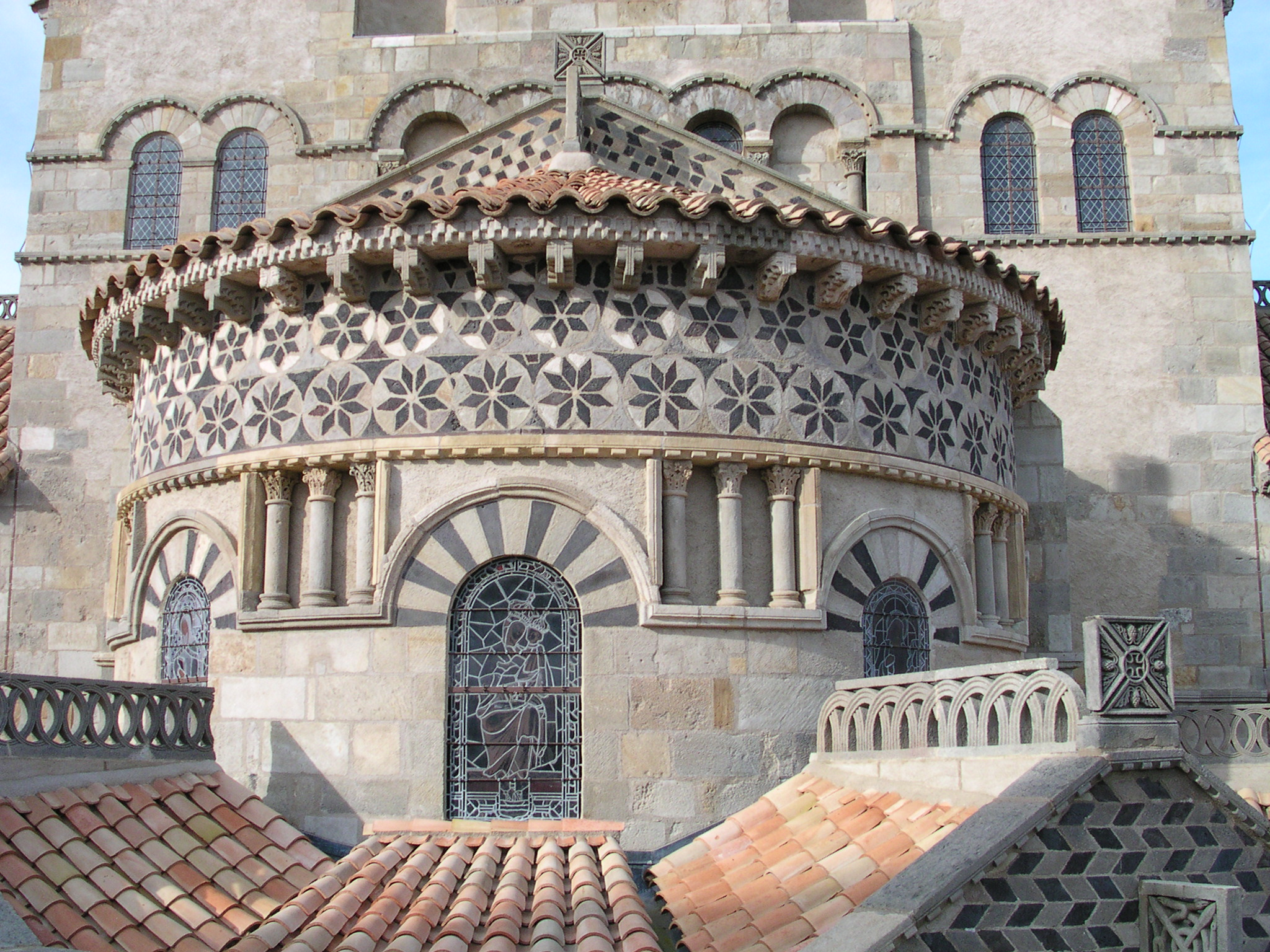
Mosaïques en pierre de Volvic de la basilique Notre-Dame-du-Port à Clermont.

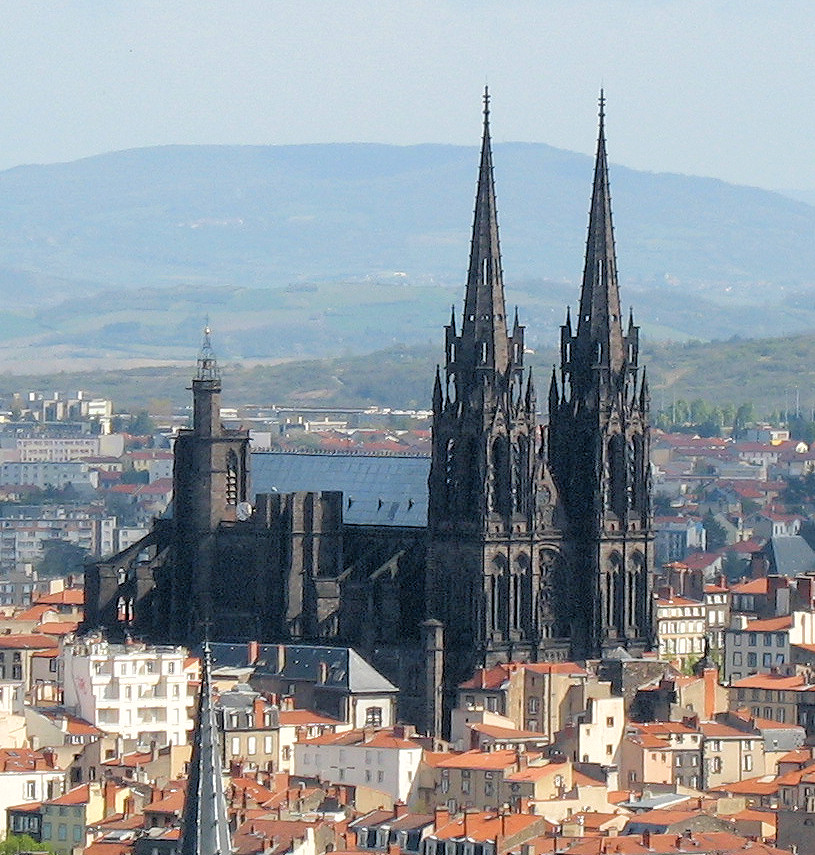
Un exemple d'utilisation de la pierre de Volvic : la cathédrale Notre-Dame-de-l'Assomption de Clermont.

La pierre de Volvic, comme son nom l'indique, provient de carrières proches de la commune de Volvic. Elle a probablement été exploitée depuis très longtemps. Son essor date de la construction de la cathédrale de Clermont-Ferrand au XIIIe siècle.
Elle a d'abord été exploitée dans des mines souterraines. Au XIXe siècle, l'exploitation se modifia et devint une exploitation à ciel ouvert ce qui permettait d'augmenter les quantités extraites. Au cours des XIXe et XXe siècles l'exploitation s'est mécanisée. L'extraction de la pierre de Volvic employait 1 500 personnes entre les deux guerres mondiales. Elle a depuis fortement diminué.

## Utilisation

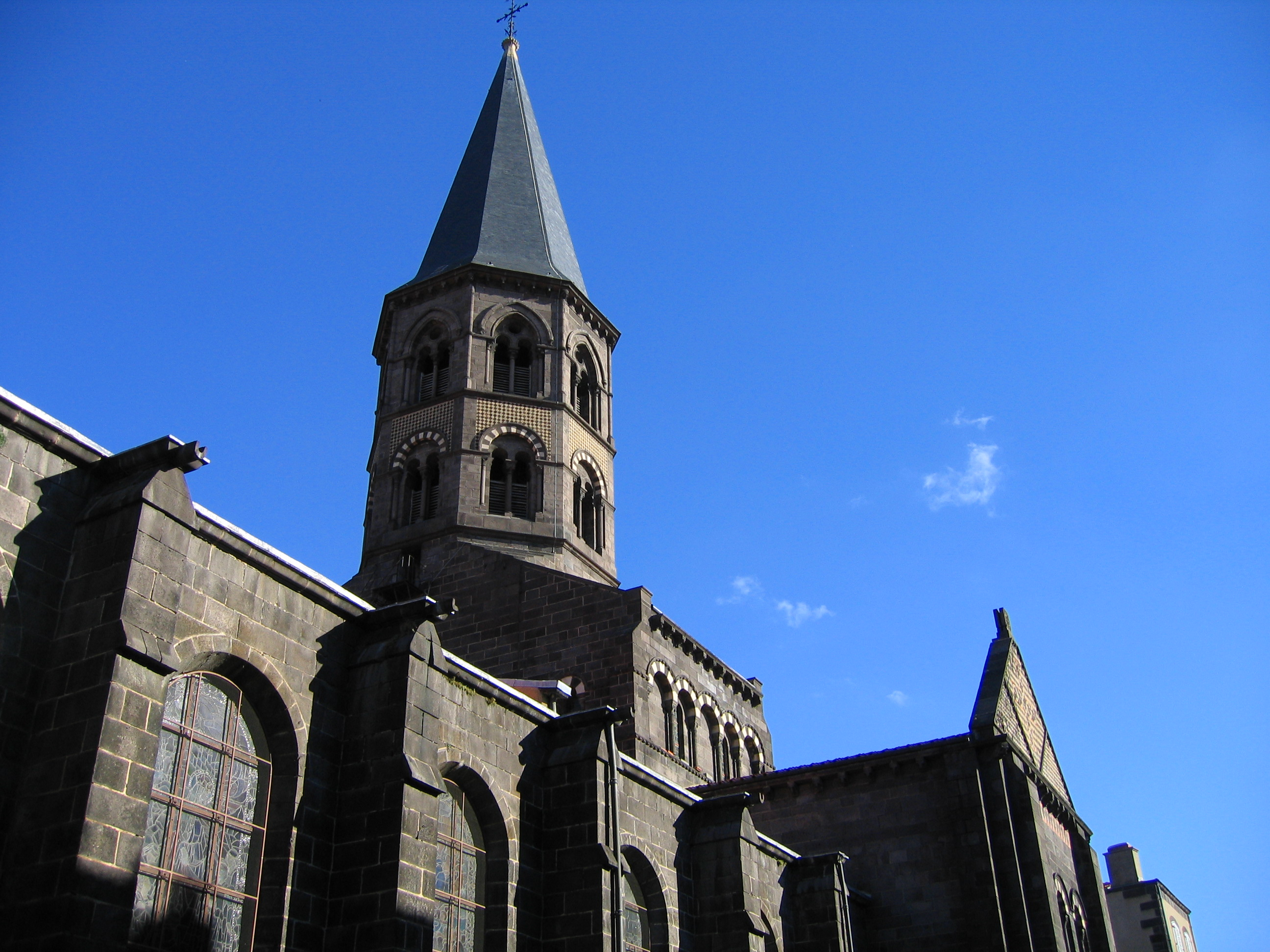
Exemple d'utilisation de la pierre de Volvic : la basilique Saint-Amable de Riom.

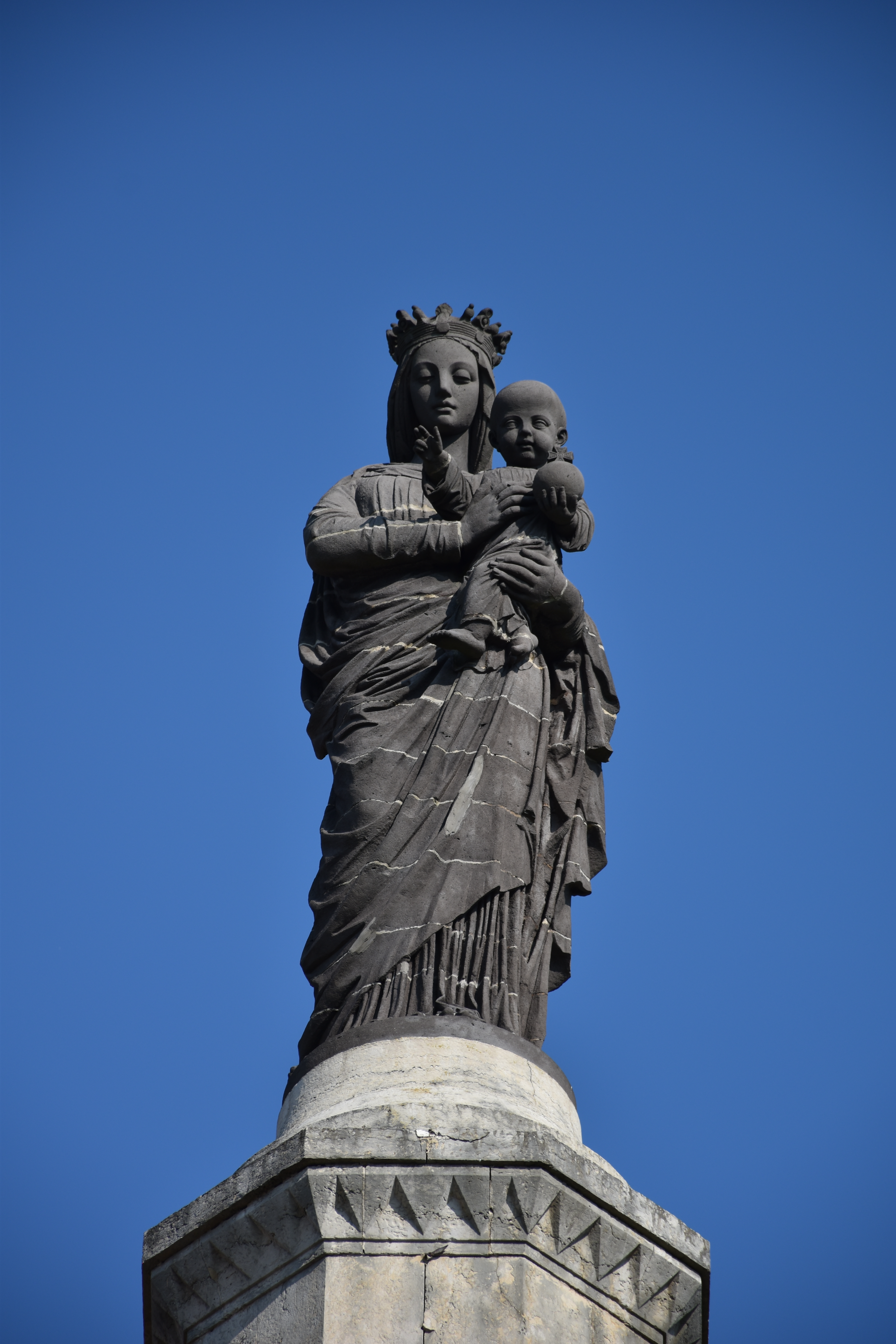
Léonard Périer, La Vierge à l’Enfant, pierre de Volvic, Vienne, la colline de Pipet.

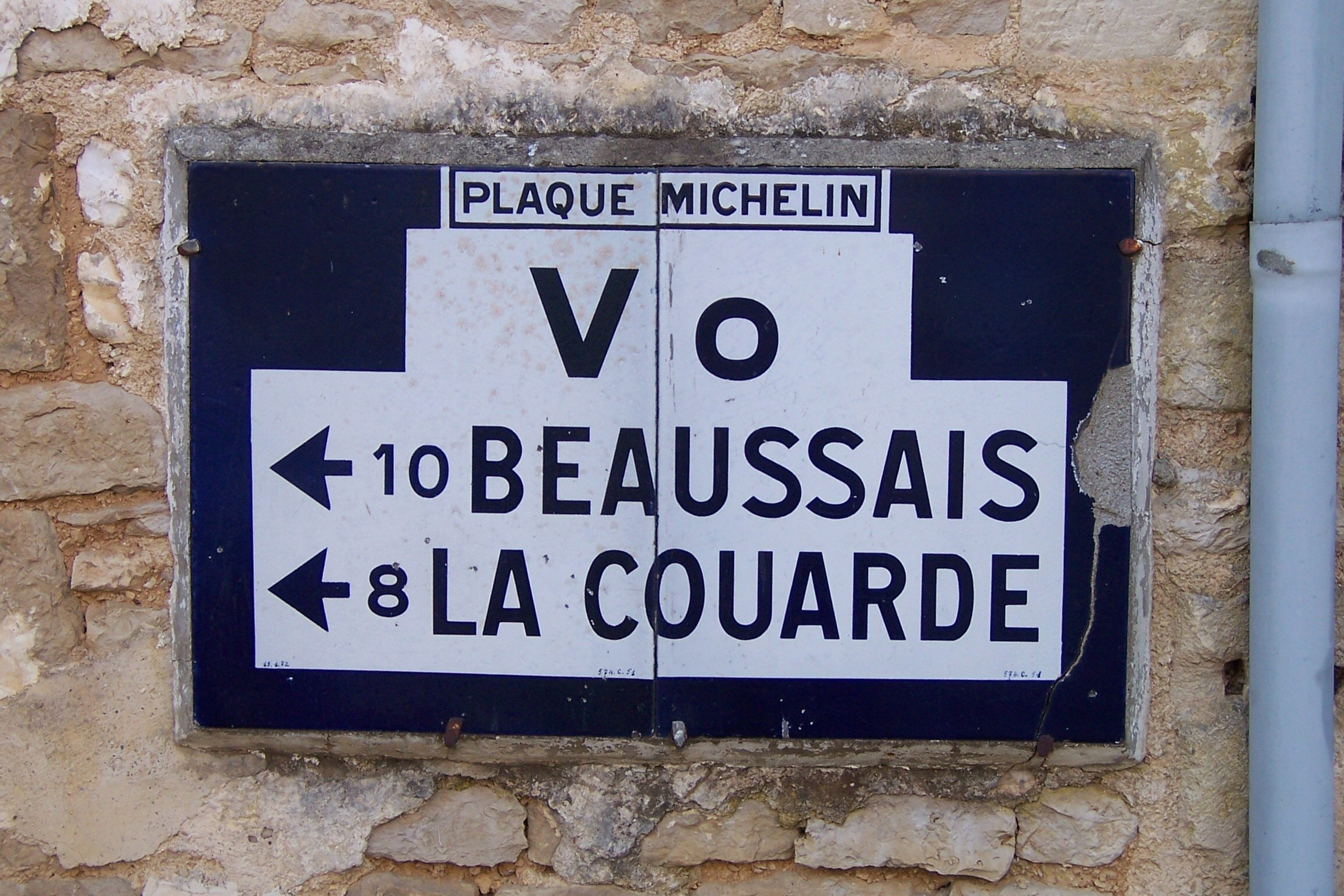
Plaque Michelin dans les Deux-Sèvres (France).

Les caractéristiques de la pierre de Volvic en font un très bon matériau de construction pour les bâtiments. C'est la construction d'églises à la fin du XIIe siècle et au XIIIe siècle dans la région clermontoise qui marque le début de son utilisation intensive dans les villes de Basse-Auvergne — Riom, Clermont-Ferrand... — où elle fut par la suite très utilisée, sa couleur sombre donnant un aspect très typique à l'architecture des quartiers historiques des villes de cette région. Parmi les réalisations, on peut voir à Clermont-Ferrand, l'hôtel Savaron (1513) ou la fontaine d'Amboise (1515).
Elle connut un nouvel essor grâce au comte de Chabrol-Volvic. Ce polytechnicien, originaire de la région, fut préfet de la Seine de 1812 à 1830. Il fit effectuer à Paris de nombreux travaux de voirie et utilisa la pierre de Volvic pour les bordures de trottoirs et d'autres usages comme par exemple les quatre fontaines de la place des Vosges. Dans les années 1810 et 1820, la capitale va alors représenter un débouché très important pour la pierre de Volvic, chargée sur des radeaux au port fluvial de Pont-du-Château puis acheminée jusqu'à Paris via l'Allier, la Loire, le canal de Briare, le Loing  puis la Seine jusqu'au quai de la Rapée.
Sa texture et sa dureté en font également un matériau se prêtant bien à la sculpture, encore de nos jours. Elle est utilisée pour de nombreux monuments funéraires. On peut voir par exemple de nombreuses sculptures utilisant ce matériau au cimetière de Volvic, à Chapdes-Beaufort sur le Chemin Fais'Art. Au cimetière du Père-Lachaise, à Paris, le mausolée de Charles-François Lebrun, duc de Plaisance (1812) et plusieurs tombeaux dont celui d'Eugène Delacroix(1863) ou de Jean-François Gaultier de Biauzat (1815), ancien maire de Clermont-Ferrand, sont en pierre de Volvic.
Ses qualités vis-à-vis de la température, son haut point de fusion (environ 1 500 °C) font qu'elle est utilisée, sous l'appellation de lave de Volvic, comme substrat pour l'émaillage de la pierre, qui demande un chauffage à une température moyenne de 960 °C. Sa masse volumique moyenne est d'environ 2 300 kg/m³. Le comte de Chabrol-Volvic en fut l'initiateur ; il l'utilisa pour les plaques des rues de Paris. Cette utilisation fut pérennisée en 1844 par un arrêté du préfet Rambuteau. La lave de Volvic continuera d'être utilisée pour la décoration à Paris. On la retrouve par exemple sur l'entrée de la station de métro Porte Dauphine, sur des panneaux bibliques sur la façade de l'église Saint-Vincent-de-Paul ou sur celles des façades Art-déco de la Samaritaine.
La lave de Volvic fut également utilisée par la société Michelin pour ses plaques signalétiques de routes et d'agglomérations.
Même si les quantités ont diminué, elle est toujours utilisée à des fins artistiques ou pour les tables d'orientation notamment par la société française Empreinte Signalétique pour la réalisation des 640 carreaux en pierre de lave émaillée constituant le monument Le mur des je t'aime, érigé à Paris et à Suzhou.

## Citation littéraire
« On ne sait si la pierre de Volvic est noire parce qu'elle est janséniste ou janséniste parce qu'elle est noire ». (Alexandre Vialatte dans La Basse-Auvergne, 1936.)